# Том Пецинис
Том Пецинис (на английски: Tom Petsinis) е австралийски и македонски писател, поет и драматург.

## Биография
Роден е в 1953 година в леринското село Баница, Гърция (на гръцки Веви). Емигрира в Австралия в 1959 година. Живее в Мелбърн и работи като университетски преподавател по математика в университета на Виктория. Член е на Дружеството на писателите на Македония от 1990 година.

## Творчество
Романи
- Raising the Shadow (1992)
- The French Mathematician (1997)
- The twelfth dialogue (2000)

Поезия
- Пролет во стариот крај (1985), превод на английски The Blossom Vendor (1992)
- Offerings: Sonnets from Mount Athos (1994)
- Inheritance (1995)
- Naming the Number (1998)
- Four quarters (2006)
- My Father’s Tools (2009)

Разкази
- The death of Pan (2001)

Пиеси
- The Drought (1994)
- The Picnic (1999)